# NGC 816
NGC 816 ist eine kompakte Spiralgalaxie im Sternbild Dreieck am Nordsternhimmel, die schätzungsweise 500 Millionen Lichtjahre von der Milchstraße entfernt ist.
Das Objekt wurde von dem französischen Astronomen Edouard Stephan am 15. September 1871 mithilfe eines 80-cm-Teleskops entdeckt.